# Kirke

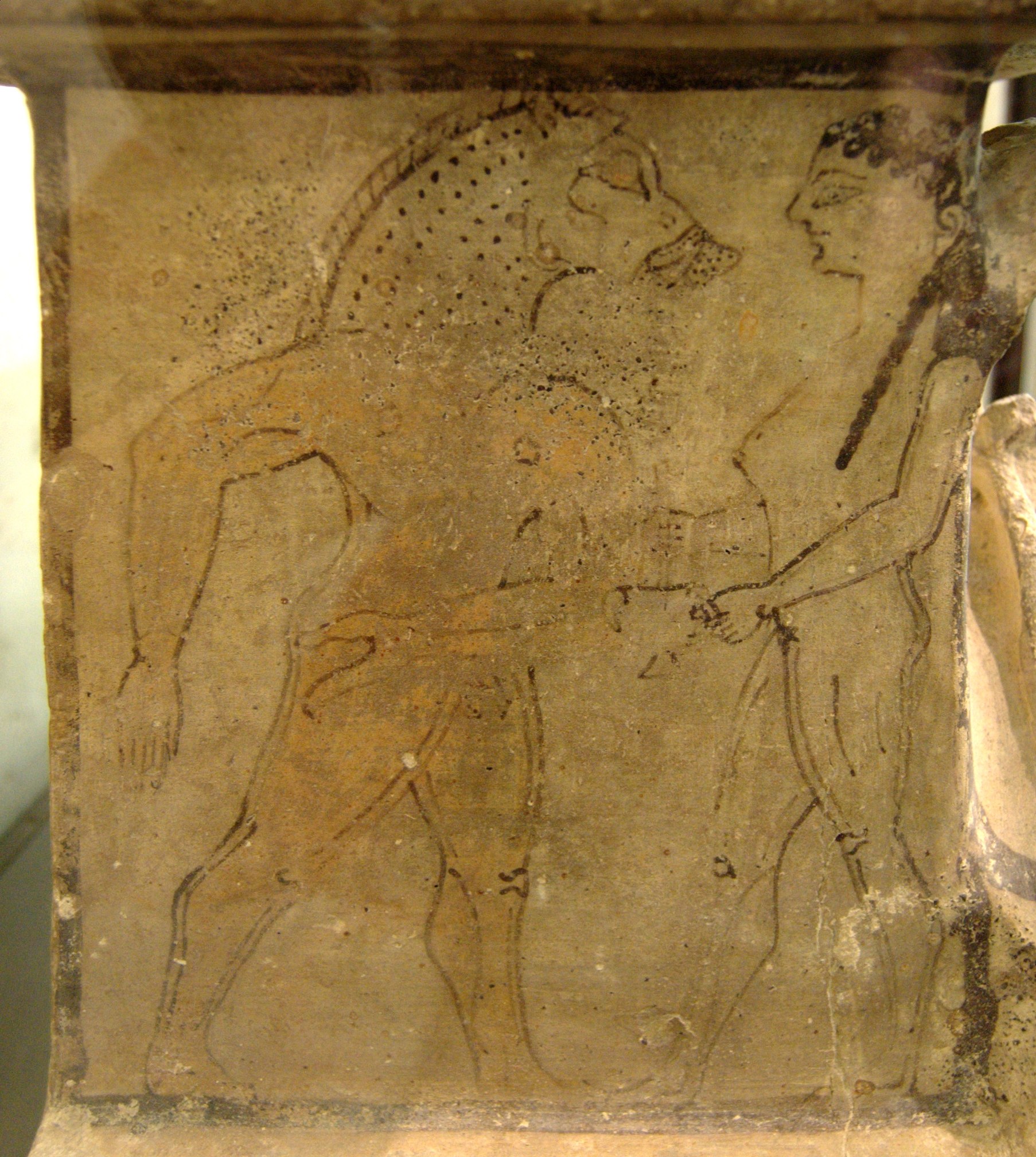
Ein Gefährte des Odysseus wird von Kirke in ein Schwein verwandelt (rechte Seite eines kleinen Altars, „Arula“, Sizilien, 6. Jh. v. Chr., Louvre in Paris)

Kirke (altgriechisch Κίρκη Kírkē, latinisiert Circe, daraus Zirze, das die traditionelle deutsche Aussprache zeigt) ist eine Zauberin der griechischen Mythologie. Sie ist die Tochter des Sonnengottes Helios und der Okeanide Perse und die Schwester des Königs Aietes von Kolchis und der Pasiphaë. Medea und Ariadne sind Nichten von ihr.

## Mythos

### Odyssee

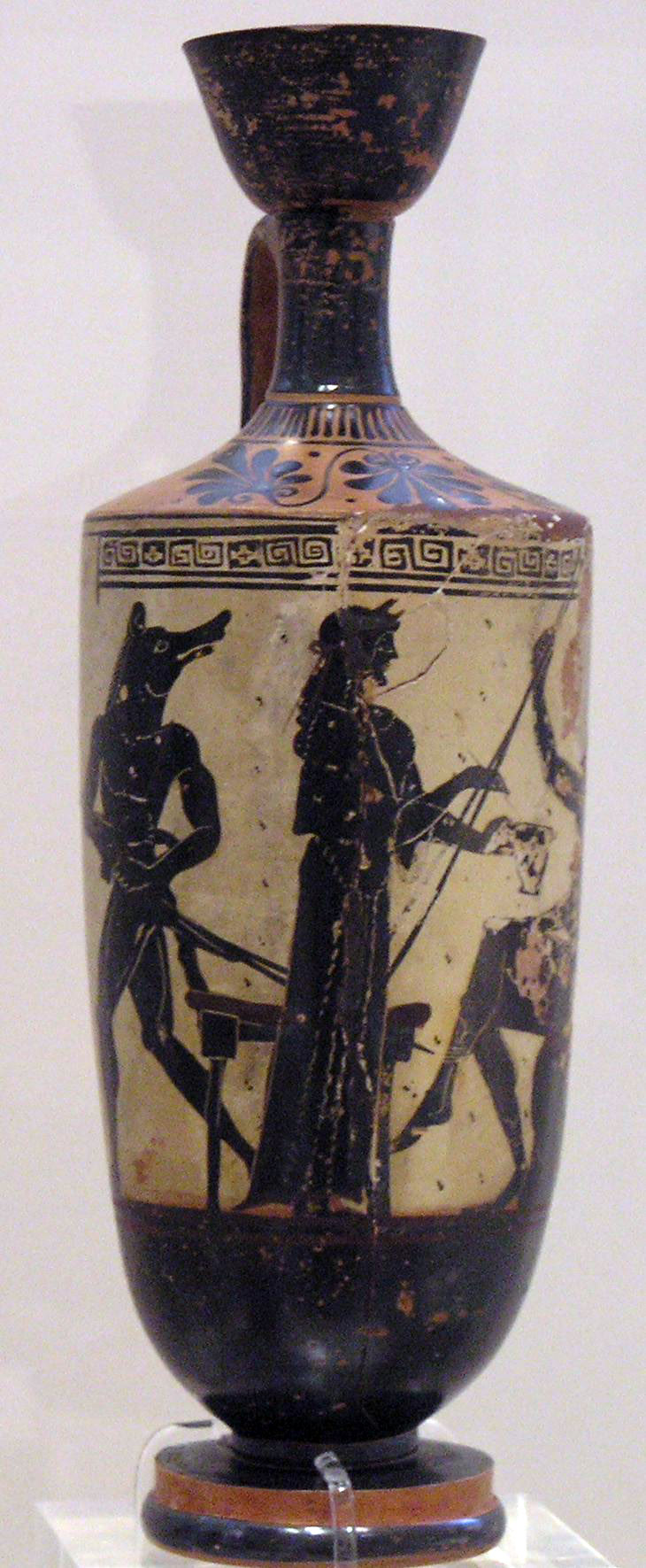
Kirke und Odysseus
(Lekythos vom Athena-Maler, Eretria, um 480 v. Chr., Archäologisches Nationalmuseum, Athen)

Kirke wird von Homer als Göttin bezeichnet.  Sie lebt mit einigen Dienerinnen auf der mit Eichen und anderen Bäumen bewachsenen Insel Aiaia (deutsch „Klagen“, von dem Wehruf der Seelen im Hades αἴ αἴ abgeleitet). In einer Waldlichtung bewohnt Kirke ein Gebäude, in dem sie an einem von Göttern geschaffenen Webstuhl sitzt. Besucher der Insel verwandelt sie in Tiere, so dass dort in einem Gehege um Kirkes Häuser unter anderem zahme Löwen und Wölfe leben, die Neuankömmlinge umschmeicheln – und damit selbst schon einen Hinweis auf die Gefährlichkeit der Verführungskünste Kirkes geben.
Odysseus landet während seiner Irrfahrt auf der Insel, nachdem er alle übrigen Schiffe und deren Besatzungen durch den Angriff der Laistrygonen verloren hat. Nachdem sich Odysseus und seine Gefährten drei Tage nur in der Nähe ihres Schiffs aufhalten und Odysseus von einer Anhöhe eine Siedlung inmitten der Insel durch aufsteigenden Rauch erkennt, wird ein Teil seiner Gefährten unter Führung des Eurylochos ausgeschickt, die Insel zu erkunden. Sie treffen auf einen Komplex von Gebäuden, errichtet aus zugeschlagenen Steinen, vor dem ihnen zahme Wölfe und Löwen begegnen. Kirke bittet die Griechen freundlich in ihr Anwesen, vermischt aber eine Speise, die sie ihnen anbietet, mit unheilbringenden Kräutern, verwandelt sie in Schweine und sperrt sie in einen Koben. Lediglich Eurylochos, der nicht mit in Kirkes Haus gegangen ist, da er eine Falle witterte, entkommt diesem Schicksal. Nachdem er lange auf seine Gefährten gewartet hat und sie danach nicht mehr findet, läuft er zurück zum Schiff und berichtet unter Tränen, was er erlebt hat. Odysseus lässt sich daraufhin nicht davon abhalten, bewaffnet selbst zu Kirke zu gehen. Unterwegs erfährt Odysseus von Hermes, der ihm als junger Mann erscheint, dass Kirke die vermissten Gefährten in Schweine verwandelt hat, und bekommt von ihm das Kraut Moly, um gegen Kirkes Zauberkünste gefeit zu sein. Tatsächlich bleiben Kirkes Kräuter bei Odysseus ohne Wirkung und er bedroht sie – wie von Hermes empfohlen – mit dem Schwert, bis sie schwört, ihm nichts mehr anzutun. Kirke erkennt Odysseus, dessen Ankunft ihr einst prophezeit wurde. Auf seine Bitte verwandelt sie die verzauberten Gefährten wieder in Menschen und lädt auch die übrigen Gefährten zu sich ein. Odysseus und seine Begleiter beschließen, bei Kirke zu bleiben, um Kraft für die Heimkehr nach Ithaka zu schöpfen.
Erst nach einem Jahr entschließt sich Odysseus, von seinen Gefährten dazu gedrängt, die Insel zu verlassen. Kirke fordert ihn auf, vor der Weiterfahrt zum Haus des Hades am nur eine Tagesreise entfernten Okeanosstrom zu fahren, um dort den Schatten des Teiresias nach seinem weiteren Schicksal zu befragen. Kirke weist ihm den Weg dorthin und gibt ihm genaue Anweisungen. Vom Aufbruch seiner Gefährten überrascht, stürzt am nächsten Morgen Elpenor vom Dach von Kirkes Haus zu Tode, auf das er sich nach starkem Weingenuss schlafen gelegt hatte. Nachdem Odysseus und seine Gefährten wohlbehalten aus dem Haus des Hades zurückgekehrt sind und Elpenor bestattet haben, erhält Odysseus vor seiner Weiterreise von Kirke wichtige Unterstützung für seine Heimkehr: Sie weist ihm den Weg, rät ihm, wie er dem Gesang der Sirenen unversehrt entkommen kann, beschreibt die Gefahren von Skylla und Charybdis und nennt einen alternativen, nicht minder gefährlichen Weg, vorbei an überhängenden Felsen (den Plankten) durch starke Brandungen. Auch warnt sie ihn eindringlich davor, auf Thrinakia die Rinder des Helios zu rauben. Schließlich sendet Kirke noch günstige Winde.

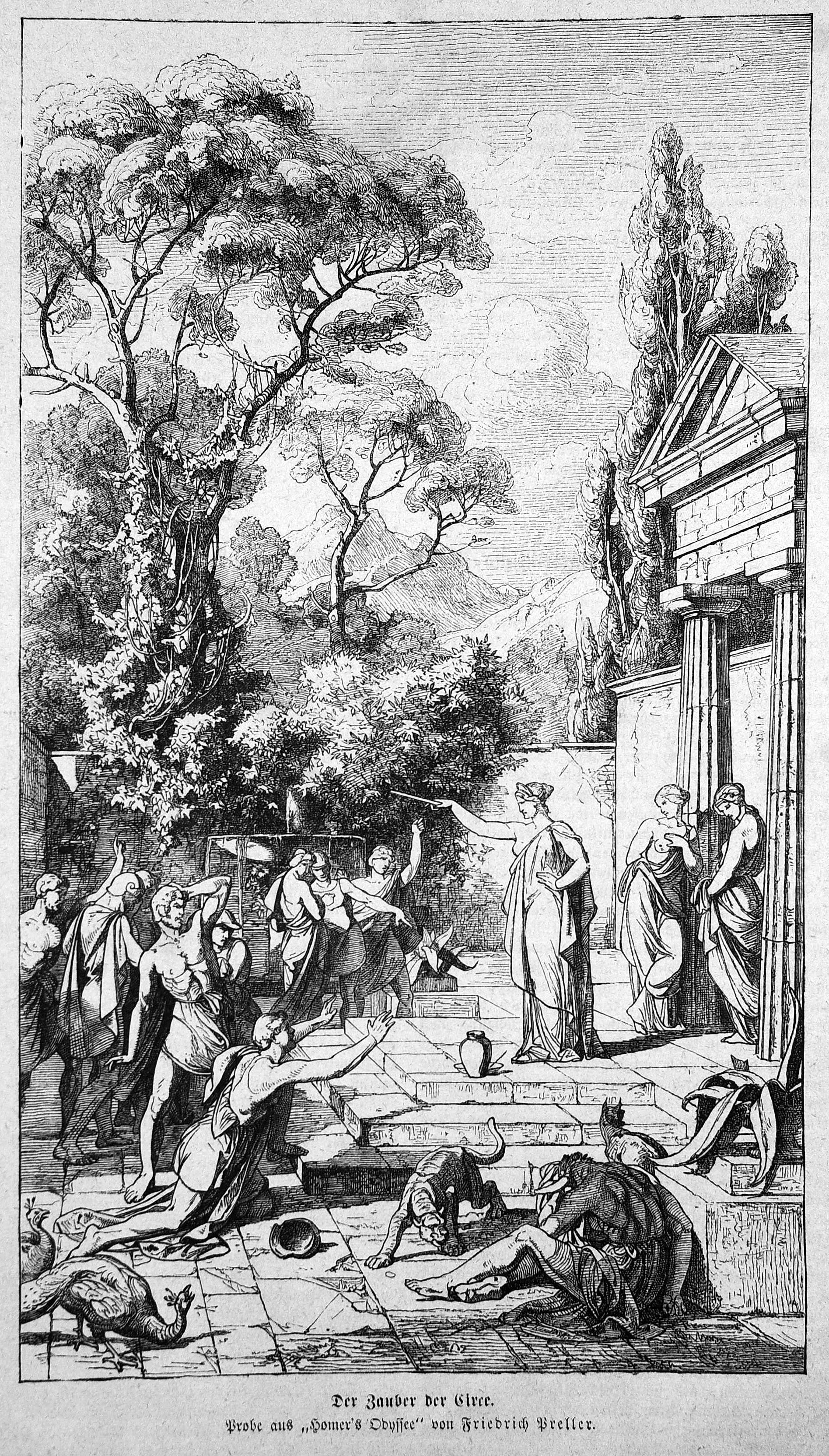
Friedrich Preller: Der Zauber der Circe. In: Die Gartenlaube. 1871

### Telegonie
Kirke wird durch Odysseus die Mutter dreier Söhne: des Telegonos, des Agrios und des Latinos bzw. zweier: des Nausithoos und des Telegonos.
Als Telegonos erwachsen war, schickte Kirke ihn, Odysseus zu suchen, der zu dieser Zeit schon nach Ithaka zurückgekehrt war.
Bei seiner Ankunft begann Telegonos damit, die Insel zu plündern, in der Annahme, dass es sich um Kerkyra (Korfu) handele. Odysseus und Telemachos verteidigten ihre Stadt, wobei Telegonos unwissend seinen Vater mit dem giftigen Dorn eines Stachelrochens, der die Spitze seiner Lanze bildete, tötete. Nachdem sich der folgenschwere Irrtum aufgeklärt hatte, brachte Telegonos den Leichnam seines Vaters nach Aiaia und nahm Penelope, Odysseus’ Witwe, und Telemachos mit sich. Kirke machte sie unsterblich und heiratete Telemachos, während Telegonos Penelope zur Frau nahm, durch die er der Vater des Italos wurde.
Diese Geschichte wird in der Telegonie erzählt, einem frühgriechischen Epos, das lediglich in einer Zusammenfassung erhalten geblieben ist. Das Epos ist eine Fortsetzung der Odyssee und Eugamon (oder Eugammon) von Kyrene gewidmet. Varianten der Geschichte sind bei späteren Dichtern zu finden: als Tragödie Odysseus Akanthoplex von Sophokles (die ebenfalls verloren ist), in der Odysseus durch ein Orakel erfährt, dass er dazu verdammt sei, von seinem Sohn getötet zu werden. Er nimmt an, Telemachos sei gemeint, den er sofort auf eine nahegelegene Insel verbannt. Als Telegonos nach Ithaka kommt und sich dem Haus des Odysseus nähert, erlauben ihm die Wachen nicht, seinen Vater zu sehen; Odysseus kommt zu dem entstehenden Tumult hinzu, denkt, Telemachos komme, und greift an. Im folgenden Kampf wird er von Telegonos getötet. Als Kirke dies erfährt, wirft sie Telegonos der Wildsau zum Fraß vor.

### Argonautensage

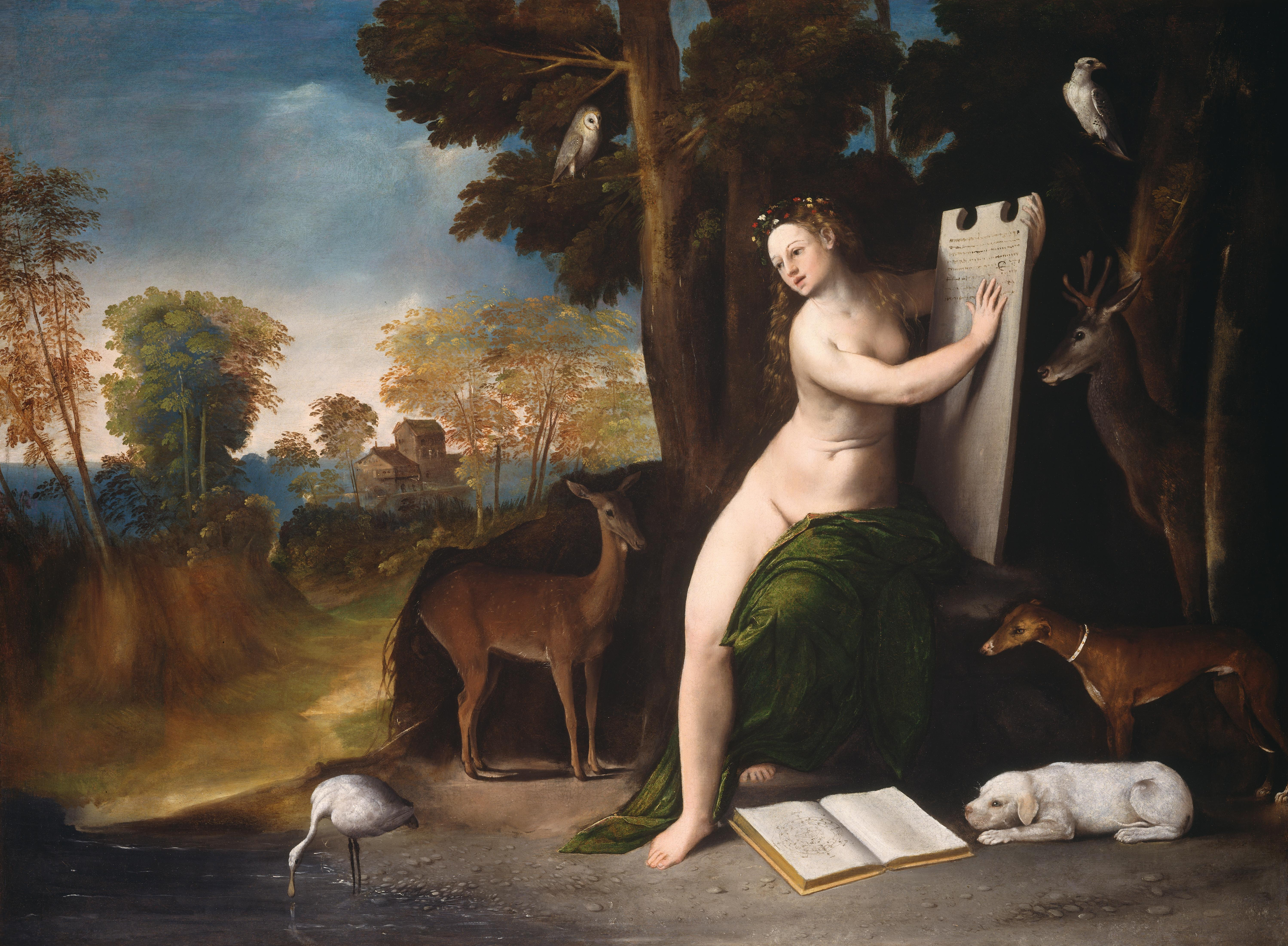
Landschaft mit Kirke und ihren Liebhabern
(Dosso Dossi, 1514–1516, National Gallery of Art, Washington D.C.)

Auch die Argonauten landeten auf ihrer Rückkehr von der Eroberung des goldenen Vlieses an Kirkes Insel. Es wird aber auch erzählt, dass nur Iason und Medea auf Geheiß des Zeus zu Kirke gegangen seien, um sich für den Mord an Medeas Bruder Apsyrtos von ihrer Blutschuld reinigen zu lassen. Dies tat Kirke nur widerwillig und jagte sie dann davon.

### Kirke und Picus
Den Picus, der ihre Liebe verschmähte, verwandelte sie laut Ovid in einen Specht.

### Kirke und Skylla
Der Meeresgott Glaukos entbrannte in Liebe für Skylla und bat Kirke um Hilfe, damit seine Gefühle erwidert würden. Kirke war jedoch selbst heimlich in Glaukos verliebt und verwandelte deshalb ihre Rivalin in ein Seeungeheuer, indem sie einen Zaubertrank in die Bucht, welche Skylla bewohnte, goss.

## Darstellungen

### Bildende Kunst
Ausgestaltungen des Kirke-Bilds findet man bereits in der antiken Vasenmalerei. Insbesondere aber die von mystischen Frauenbildern begeisterte Zeit um 1900 hat interessante, meist symbolistische Bilder zu Kirke erschaffen. Darunter fallen unter Anderen die Maler Franz von Stuck, John William Waterhouse, Dante Gabriel Rossetti und Edward Burne-Jones.

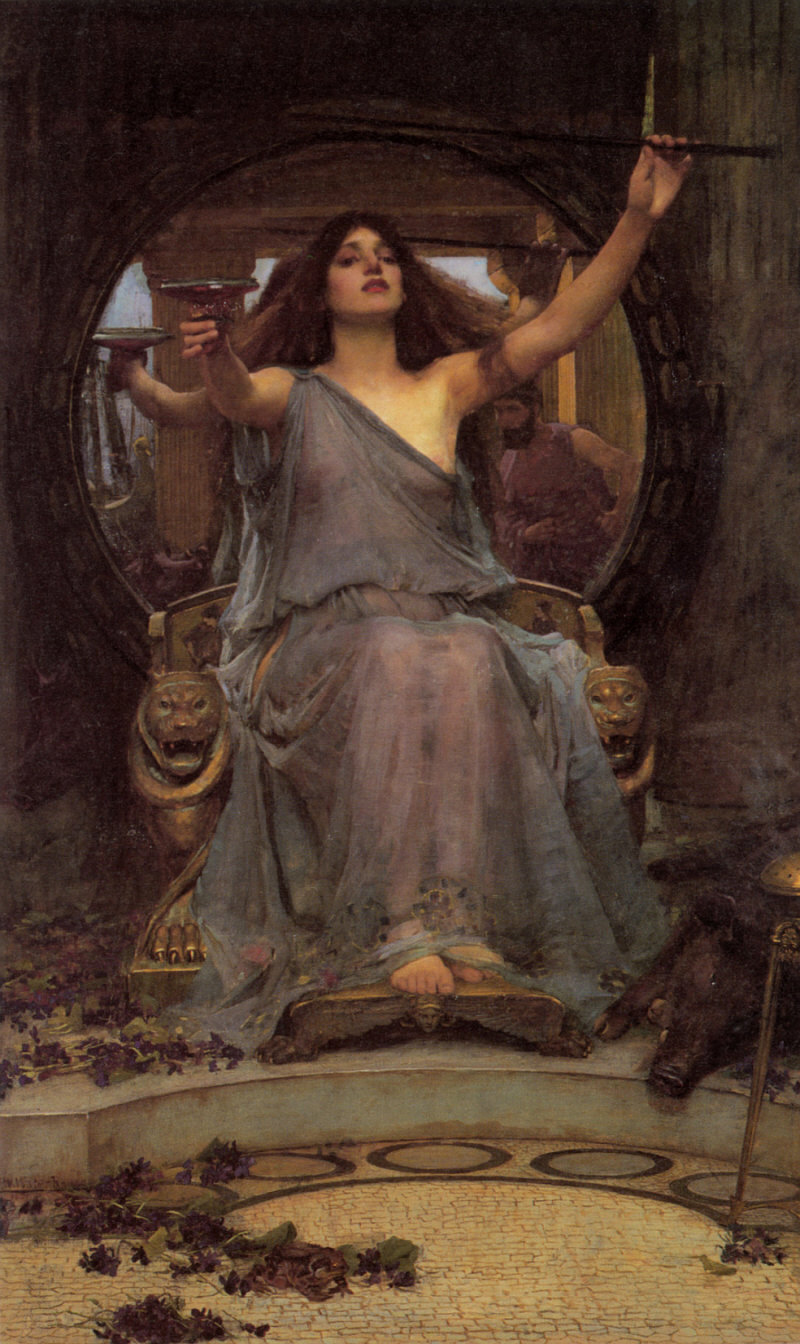
Kirke bietet Odysseus den Becher (John William Waterhouse, 1891, Oldham Art Gallery)
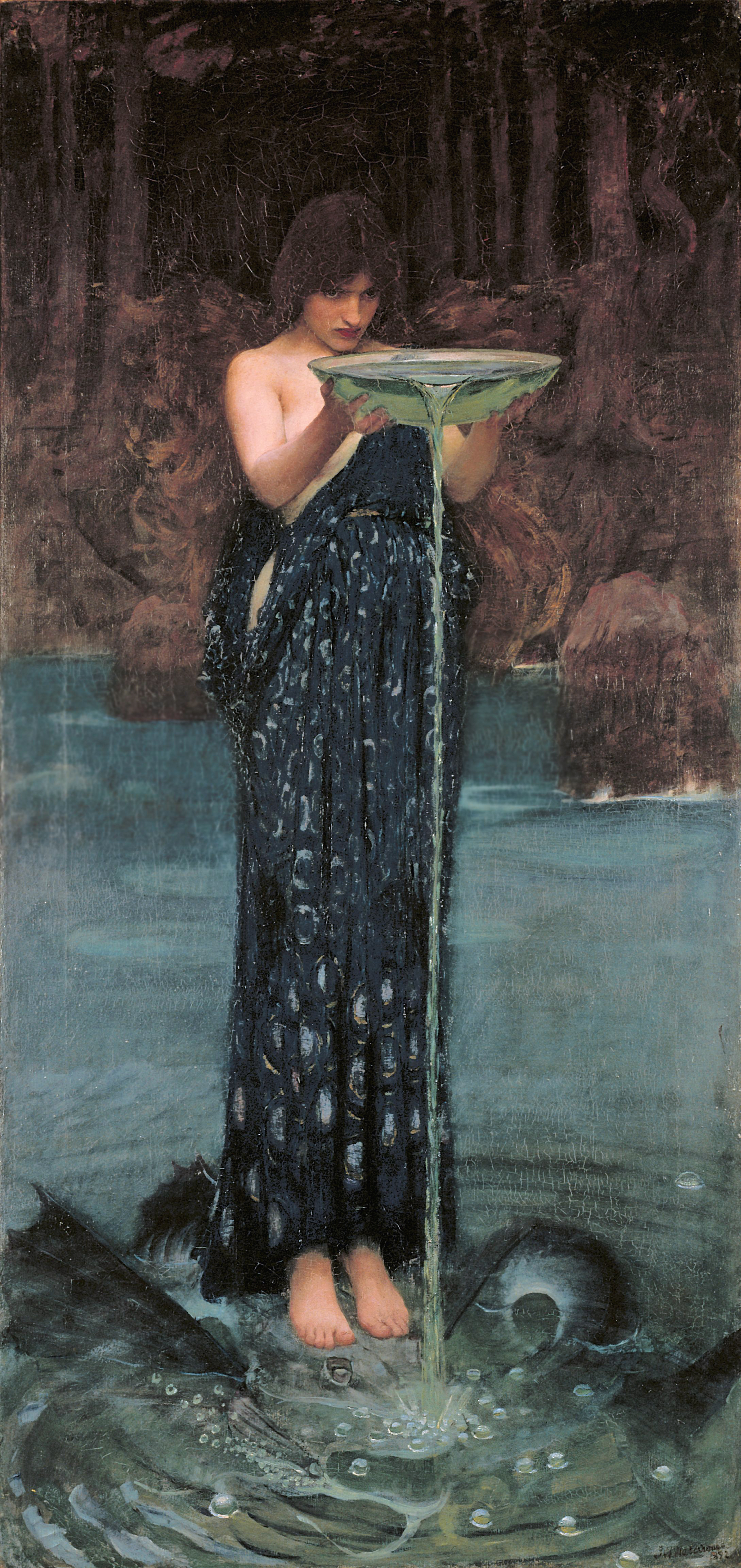
Circe Invidiosa (Die eifersüchtige Kirke vergiftet die Bucht der Skylla, John William Waterhouse, 1892, Art Gallery of South Australia, Adelaide)
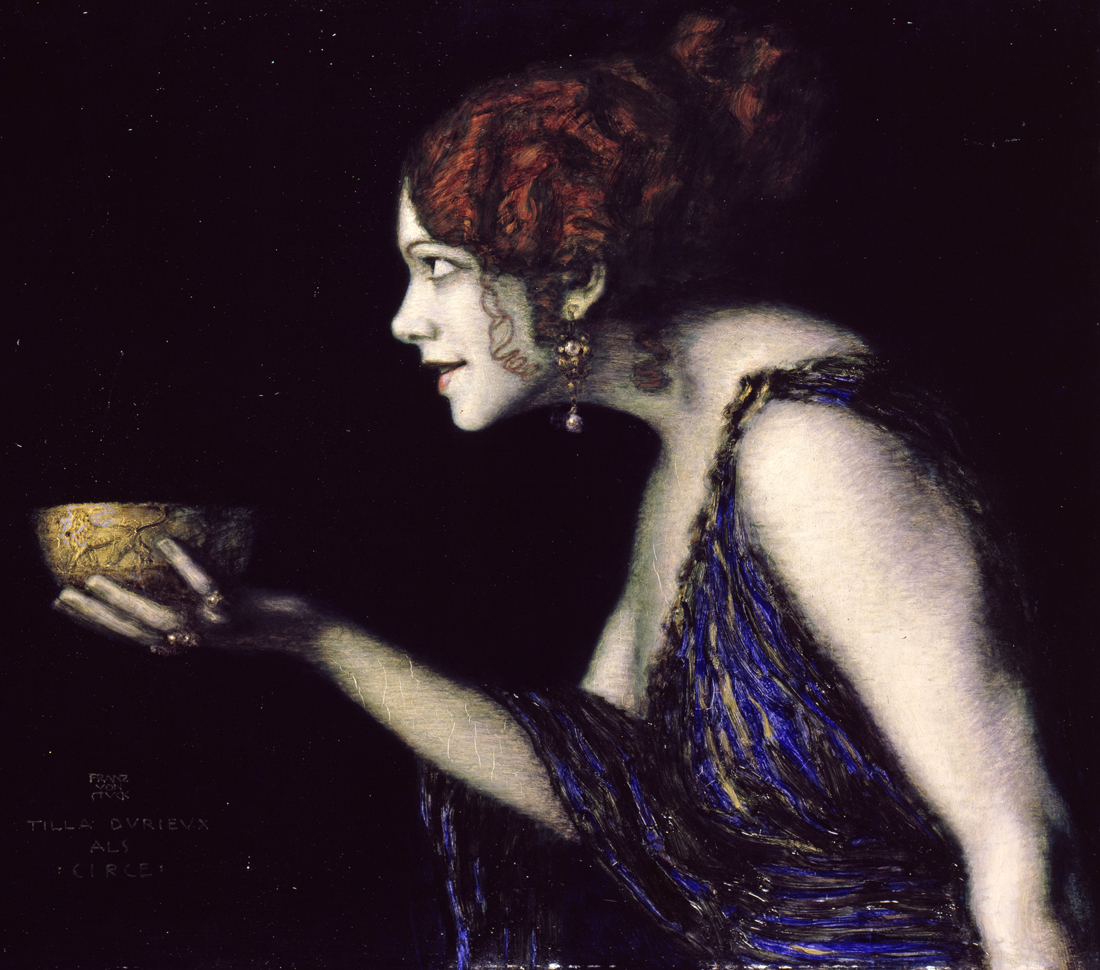
Tilla Durieux als Circe (Franz von Stuck, 1913, Alte Nationalgalerie, Berlin)
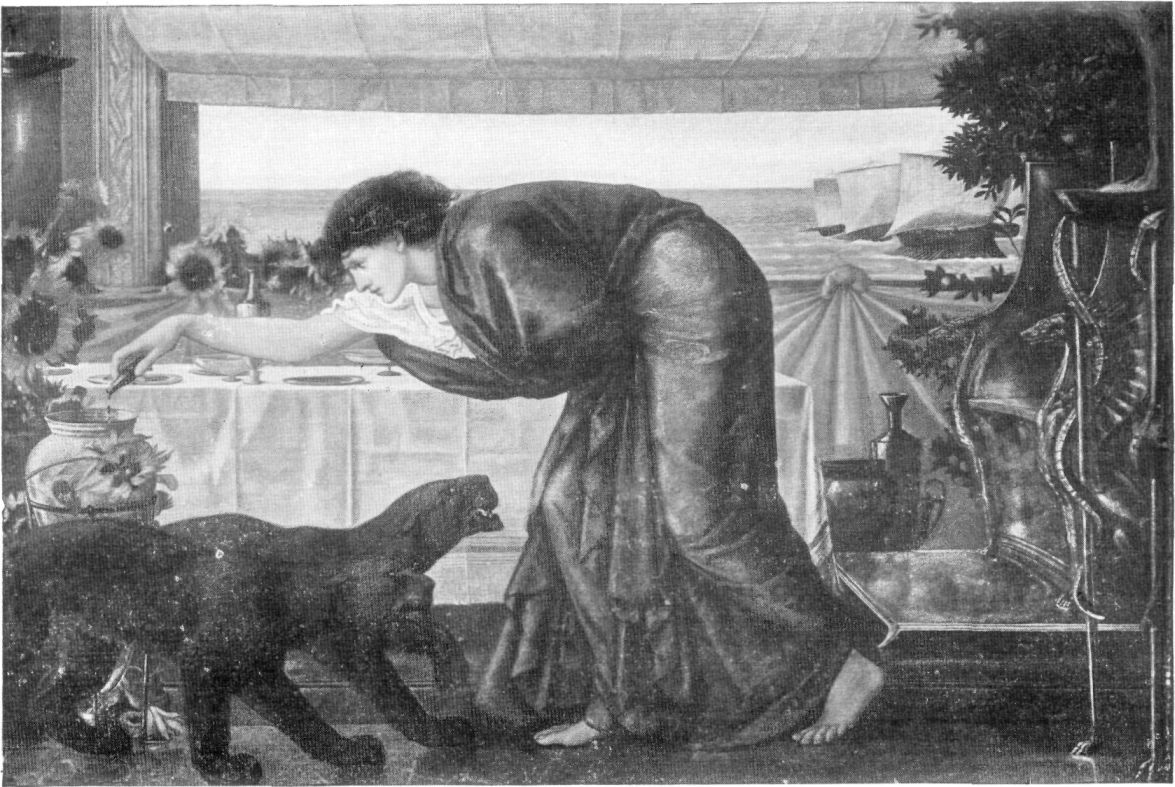
Kirke vergiftet den Wein (Edward Burne-Jones)

### Musik
Es gibt zahlreiche Opern, die den Kirke-Stoff verwerten. Johann Wolfgang von Goethe inszenierte als Weimarer Theaterdirektor Pasquale Anfossis farsetta La Maga Circe (Die Zauberin Circe). Das Libretto hatte er zusammen mit Christian August Vulpius überarbeitet, und er plante auch eine Erweiterung, die allerdings nie zustande kam. Weitere Musikdramen sind:
- Giuseppe Zamponi, Ulisse all’isola di Circe (Odysseus auf der Insel der Kirke), 1650
- Pietro Andrea Ziani, Circe, Libretto: Cristoforo Ivanovich, 1663
- Reinhard Keiser, Circe, 1734
- Christoph Willibald Gluck, Telemaco ossia L’isola di Circe, 1765
- Josef Mysliveček,  La Circe, Libretto: D. Perrell, 1779
- Domenico Cimarosa, La Circe, 1783
- Théodore Dubois, Circé, 1896
- August Bungert, Kirke, 1898, erster Teil der Tetralogie Homerische Welt
- Herbert Trantow, Odysseus bei Circe, 1938
- Alexander von Zemlinsky, Circe, 1938 (unvollendet)
- Werner Egk, Circe nach Pedro Calderón de la Barca, 1948
- Ursula Rucker, Circe, 1999
- Anna Stereopoulou, Circe: The Black Cut, 2015

## Wortableitung
Von der lateinischen Form Circe leitet sich der Ausdruck „jemanden bezirzen“ (veraltete Schreibung „becircen“) ab – also „bezaubern, mit Charme umgarnen, einwickeln“.

## Kirke als Namensgeberin
- Nach ihr wurde der Asteroid (34) Circe des Asteroiden-Hauptgürtels benannt.
- In der Botanik wird die Gattung der Hexenkräuter in Anlehnung an Circe Circaea genannt.
- In der Zoologie wird eine Spinnenart aus der Familie der Echten Radnetzspinnen (Araneidae) Araneus circe genannt, weshalb es auch den Vorschlag hinsichtlich eines deutschen Namens für die wärmeliebende Art gibt: Helios-Tochter-Spinne.
- William Jencks prägte den Begriff Circe-Effekt und meint damit ein Enzym, das elektrostatische Anziehungskräfte nutzt, um das Substrat der Reaktion zur aktiven Tasche des Enzyms zu dirigieren.
- Einer Legende nach ist die Zauberin Kirke die Namensgeberin für den Monte Circeo im Nationalpark Circeo, nahe der Stadt San Felice Circeo.
- Der Mount Circe in Antarktika trägt ihren Namen.
- Im Schach ist die Schachvariante Circe nach Kirke benannt.[16]
- Namensgeberin für das Parfum "Kirke" der Marke Tiziana Terenzi.[17]